# Vunibaldo Talleur
Dom Frei Vunibaldo Talleur O.F.M. (Hildesheim, 19 de outubro de 1901 — Fulda, 21 de março de 1975) foi frade franciscano e prelado alemão da Igreja Católica Romana no Brasil.

## Biografia
Nasceu Godehard Talleur em Hildesheim, na Baixa Saxônia. Em 1923, entrou para a Ordem dos Frades Menores em Fulda, adotando o nome de Vunibaldo. Foi ordenado presbítero em 24 de abril de 1927.
Em 1939, perseguido pela Gestapo, procurou refúgio no Brasil. Em 19 de julho de 1941, foi nomeado administrador apostólico da Prelazia Territorial de Chapada (futura Diocese de Rondonópolis), criada três dias antes pela bula papal Quo Christifidelibus, tomando posse em 26 de outubro do mesmo ano.
O Papa Pio XII, enfim, decidiu nomeá-lo ordinário da prelazia, preconizando-o bispo titular de Magido, em 20 de dezembro de 1947. A sagração episcopal aconteceu em 7 de março seguinte, na Igreja de Santo Antônio, no Rio de Janeiro, tendo como oficiantes Dom Carlo Chiarlo, núncio apostólico no Brasil, e os confrades Dom Frei Inocêncio Engelke, bispo de Campanha, e Dom Frei Henrique Golland Trindade, bispo de Bonfim. Sua entrada solene ocorreu em 18 de abril.
Em 25 de novembro de 1961, a Prelazia de Chapada passou a se chamar Prelazia de Rondonópolis.
Dom Vunibaldo esteve à frente da administração da prelazia por 22 anos. Em 1970, por motivos de saúde, renunciou ao cargo e voltou para o mosteiro de Fulda, onde permaneceu até sua morte, cinco anos depois, aos 74 anos de idade, vítima de acidente vascular cerebral.